# Азоло
А̀золо (на италиански: Asolo; на венециански: Asol, Азол) е град и община в Северна Италия, провинция Тревизо, регион Венето. Разположен е на 190 m надморска височина. Населението на общината е 9116 души (към 2010 г.).